# Reprezentacja Holandii w rugby union mężczyzn
Reprezentacja Holandii w rugby union mężczyzn – zespół rugby union, biorący udział w imieniu Holandii w meczach i sportowych imprezach międzynarodowych, powoływany przez selekcjonera, w którym mogą występować zawodnicy posiadający obywatelstwo tego kraju, mieszkający w nim, bądź kwalifikujący się ze względu na pochodzenie rodziców lub dziadków. Za jego funkcjonowanie odpowiedzialny jest holenderski związek rugby, członek Rugby Europe i IRB.